# 坎塔 (羅賴馬州)
02°36′36″N 60°35′49″W / 2.61000°N 60.59694°W

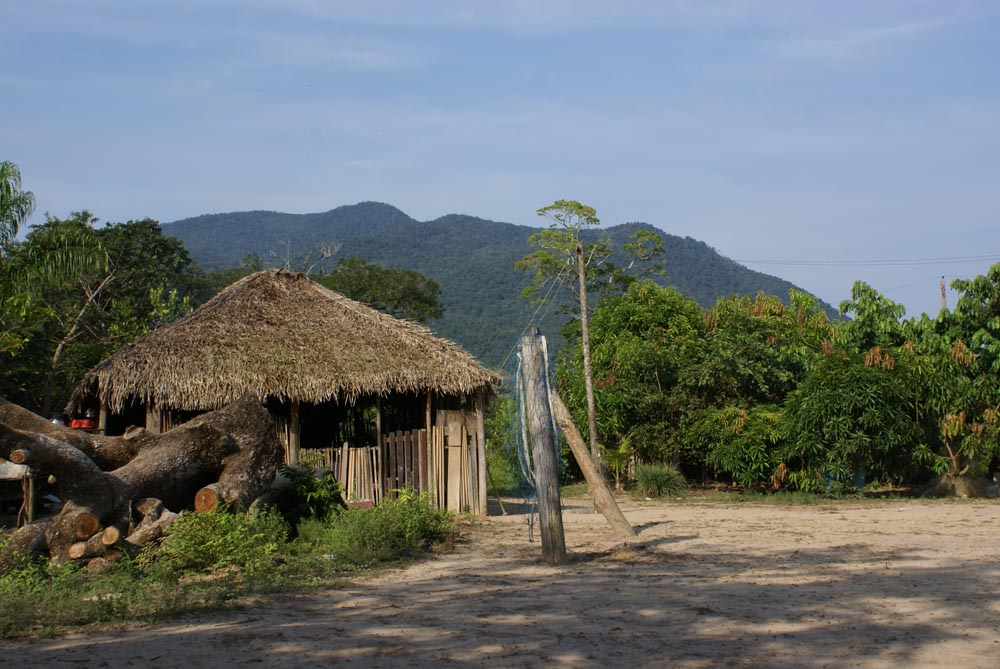
坎塔

坎塔（葡萄牙語：Cantá），是巴西的城鎮，位於該國北部，由羅賴馬州負責管轄，始建於1995年，面積7,665平方公里，海拔高度100米，2014年人口15,774，人口密度每平方公里2.06人。